# Prestonia surinamensis
Prestonia surinamensis är en oleanderväxtart som beskrevs av Müll. Arg.. Prestonia surinamensis ingår i släktet Prestonia och familjen oleanderväxter. Inga underarter finns listade i Catalogue of Life.